# All Star (singolo)
All Star è un singolo del gruppo musicale statunitense Smash Mouth, pubblicato il 4 maggio 1999 come estratto dall'album Astro Lounge. È uno dei brani di maggior successo del gruppo.

## Video musicale
Il video musicale figura la partecipazione di Ben Stiller, Kel Mitchell, William H. Macy, Hank Azaria e, anche se all'epoca del video era quasi sconosciuto, Dane Cook. Il video è stato prodotto per promuovere il film Mystery Men ed è stato diretto da McG.

## Nella cultura di massa
Subito dopo la pubblicazione del singolo la canzone è entrata a far parte della cultura popolare, vista la sua inclusione nella colonna sonora dei film Mystery Men, Shrek, Rat Race, L'Ispettore Gadget e Digimon, oltre che di vari programmi televisivi e videogiochi. È divenuta negli anni 2010 un noto meme grazie a una serie di remix su YouTube e SoundCloud.

## Tracce
CD Single pt.1
1. All Star (Album Version) (G. Camp, E. Valentine)
2. Walkin' On the Sun (Sun E Delight Remix) (G. Camp, E. Valentine)
3. The Fonz (G. Camp, E. Valentine)

CD Single pt.2
1. All Star (Sport Edit) (G. Camp, E. Valentine)
2. Walkin' On The Sun (G. Camp, E. Valentine)
3. Can't Get Enough of You Baby (D. Randell, S. Linzer)
4. Walkin' On The Sun (CD-Rom Video) (G. Camp, E. Valentine)

## Formazione
- Steve Harwell - voce
- Greg Camp - chitarra, tastiera, cori
- Paul De Lisle - basso, voce
- Michael Urbano - batteria